# Pekutatan (plaats)
Pekutatan is een bestuurslaag in het regentschap Jembrana van de provincie Bali, Indonesië. Pekutatan telt 4635 inwoners (volkstelling 2010).